# Округ Косов
Округ Косов (нем. Bezirk Kosów, Косовский уезд, пол. Powiat kosowski) — административная единица коронной земли Королевства Галиции и Лодомерии в составе Австро-Венгрии, существовавшая в 1867—1918 годах. Административный центр — Косов.
Площадь округа в 1879 году составляла 19,1832 квадратных миль (1103,8 км2), а население 620882 человек. Округ насчитывал 46 населённых пунктов, организованные в 45 кадастровых муниципалитета. На территории округа действовало 2 районных суда — в Косове и Кутах.
После Первой мировой войны округ вместе со всей Галицией отошёл к Польше.